# Lithurgus tiwarii
Lithurgus tiwarii là một loài Hymenoptera trong họ Megachilidae. Loài này được Gupta & Tewari mô tả khoa học năm 1987.